# Trachylepis ozorii
Trachylepis ozorii (аннобонська мабуя) — вид сцинкоподібних ящірок родини сцинкових (Scincidae). Ендемік Екваторіальної Гвінеї. Вид названий на честь португальського іхтіолога та натураліста Бальтазара Осоріо (1855-1926)

## Поширення і екологія
Аннобонські мабуї є ендеміками острова Аннобон у Гвінейській затоці. Вони живуть в садах та на відкритих місцевостях.